# Pseudoyersinia lagrecai
Pseudoyersinia lagrecai (лат.) — вид богомолов из семейства Amelidae, распространённых на Сицилии. Вид назван в честь итальянского энтомолога Марчелло Ла Грека (1914—2001).

## Описание
Один из мельчайших богомолов Европы, длина тела составляет всего 2,4—2,5 см у самцов, 2,6—2,9 см у самок. Тело зелёное или бурое. Фасеточные глаза конические. Переднегрудь тонкая, с тёмной полосой по центру. Передние ноги тонкие. Надкрылья короче переднеспинки, того же цвета, что и тело, почти прозрачные, только передний край коричнево-красный и непрозрачный. Задние крылья прозрачные. Церки короткие. От близкородственного вида Pseudoyersinia brevipennis отличается менее выступающими глазами, менее изогнутым теменем и строением половых органов.